# 团结镇 (哈尔滨市)
团结镇是中国黑龙江省哈尔滨市道外区下辖的一个行政建制镇。

## 行政区划
下辖以下地区：
兴旺社区、松江社区、顺安社区、工盛社区、联胜村、常胜村、百菜村、勤劳村、东风村、东新村、恒星村、团结村、红利村、石人沟村、红光村、丰果实业公司社区、跃进实业公司社区、曙光实业公司社区、前进实业公司社区、和平实业公司社区、东光房屋场地租赁有限公司和卫星实业公司社区。